# Georg Janthur

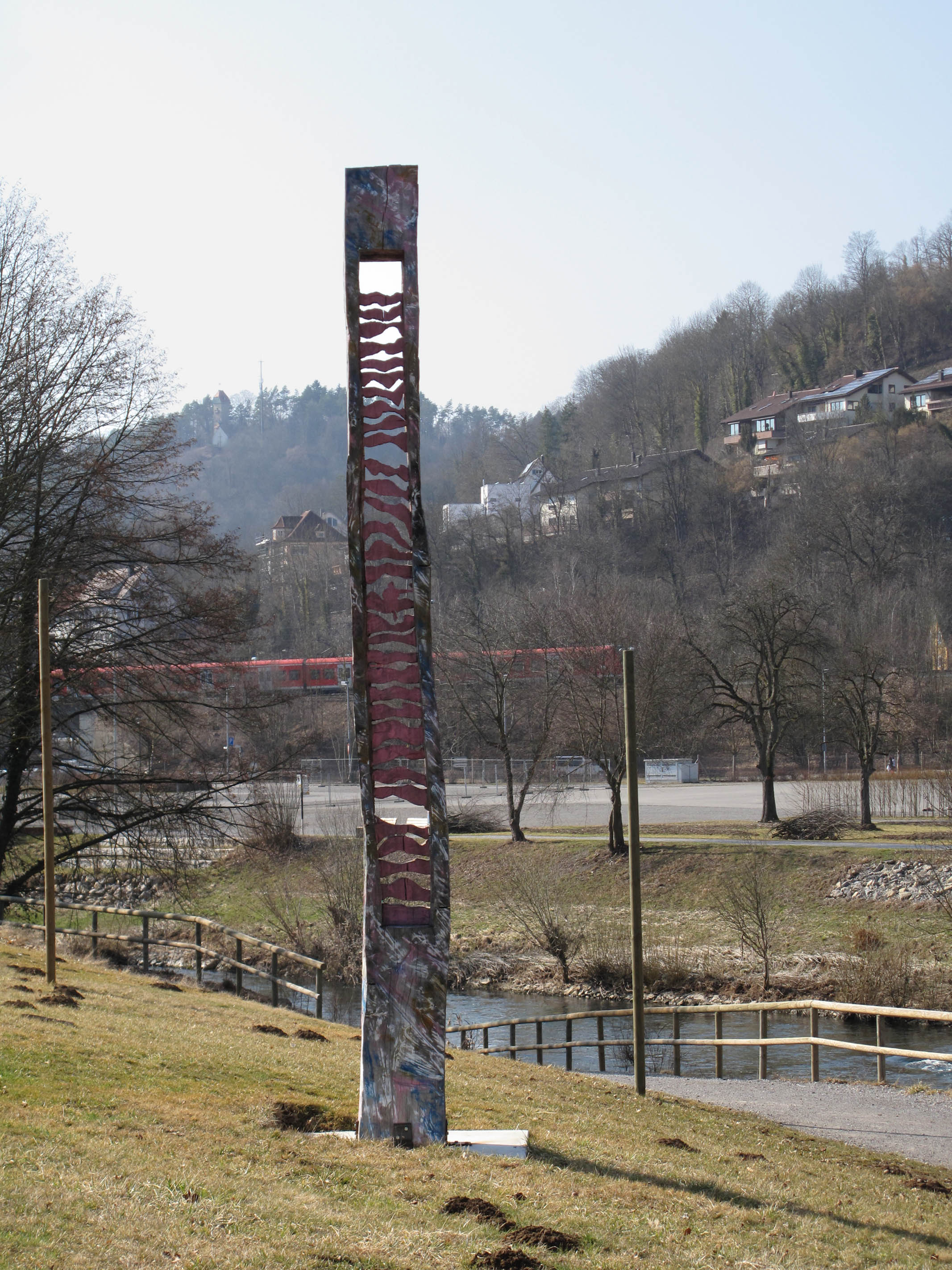
Georg Janthur: Wellen, Horb, 2012

Georg Janthur (* 8. Juli 1958 in Wuppertal) ist ein deutscher Maler und Bildhauer.

## Leben und Werk
Georg Janthur war ein Großneffe des Künstlers Richard Janthur (1883–1956), der (mit Ludwig Meidner und Jakob Steinhardt) ein Gründungsmitglied der Künstlergruppe Die Pathetiker war. Im Jahr 1999 gründete Georg Janthur gemeinsam mit Uwe Schloen und Christian Futscher 1999 die Künstlergruppe Die Neopathetiker, um so das Pathos in der Kunst wiederzubeleben.
Während seines Studiums an der Fachhochschule Düsseldorf (Malerei/Bildhauerei, 1979–1985) unternahm er erste Studienreisen nach Mexiko auf den Spuren von B. Traven. Es folgten weitere sogenannte „Remake-Kunst-Reisen“: Die Tunisreise (Paul Klee/August Macke), die Harzreise (Heinrich Heine), der St. Victoire (Paul Cézanne), sowie das Kunst-Reise-Projekt „Go East“ ins Baltikum, nach Polen und Rumänien, in die Slowakei, nach Ungarn und in die Ukraine. Im Rahmen eines  Künstleraustauschs nahm Georg Janthur 2008 an einem Art Panel („Through our eyes“) im Education Center des Metropolitan Museums of New York teil. Neben der Malerei widmet sich Georg Janthur seit 2004 wieder verstärkt der Bildhauerei in Holz. Verheiratet ist Georg Janthur seit 1991 mit der Architektin Bettina Voss-Janthur. Er lebt und arbeitet in Wuppertal.

## Einzelausstellungen (Auswahl)
- 1986: Galerie Appendix, Wuppertal
- 1987: Goethe-Institut, Mexiko D.F.[10]
- 1995: „Begegnungen in Mexiko“, Völkerkundliches Museum, VEM, Wuppertal
- 1996: „Der winkende Olmeke“, Goethe-Institut, Guadalajara / Mexiko[11]
- 1996: „Das erträgliche Sein“, Galerie Anna Franke, Solingen (mit Michael Klette)[12]
- 1997: Galerie im Ermelerspeicher, Städtisches Museum Schwedt/O. (mit Michael Klette)[13]
- 1998: „WellenWiederWellen“, Naturkundemuseum, Natureum Niederelbe, Balje
- 2003: „Die Tunisreise“, Museum Baden, Solingen[14]
- 2003: „Die Tunisreise“, Gerhard Marcks Haus und Villa Ichon, Bremen
- 2005: „Vom Gelb der Nacht und andere Dinge“, BIS, Altes Museum Mönchengladbach[15]
- 2009: „Neopathetische Osterweiterung“, Landtag Nordrhein-Westfalen, Düsseldorf
- 2011: „Milwaukee und andere Dinge“,  Schloss Ritzebüttel, Stadt Cuxhaven[16]
- 2014: „Garten der verbotenen Früchte“, Bergische Musikschule Wuppertal/Einern
- 2014: „Secret Garden“, Produzentengalerie ArtLABOR, München (mit Lena Lee und Bettina Winkelmann)
- 2015: „Secret Garden“, Galerie SK, Solingen (mit Michael Klette)
- 2015: „Landscape and Harvest“, Produzentengalerie Landshut (mit Andreas Komotzki)

## Stipendien
- 1987: Stipendium im Wissenschaftlichen Studienzentrum – NA BOLOM, San. Cristobal d. l.C. / Mexiko
- 1997: Arbeitsstipendium im Künstlerhaus Cuxhaven
- 2004: Denkmalschmiede Höfgen, Grimma-Kaditzsch

## Arbeiten im öffentlichen Besitz
- Städtisches Museum, Schwedt/Oder
- Museum Baden, Solingen
- Von der Heydt-Museum, Wuppertal
- Skulpturenpark Ammersbek, Hamburg

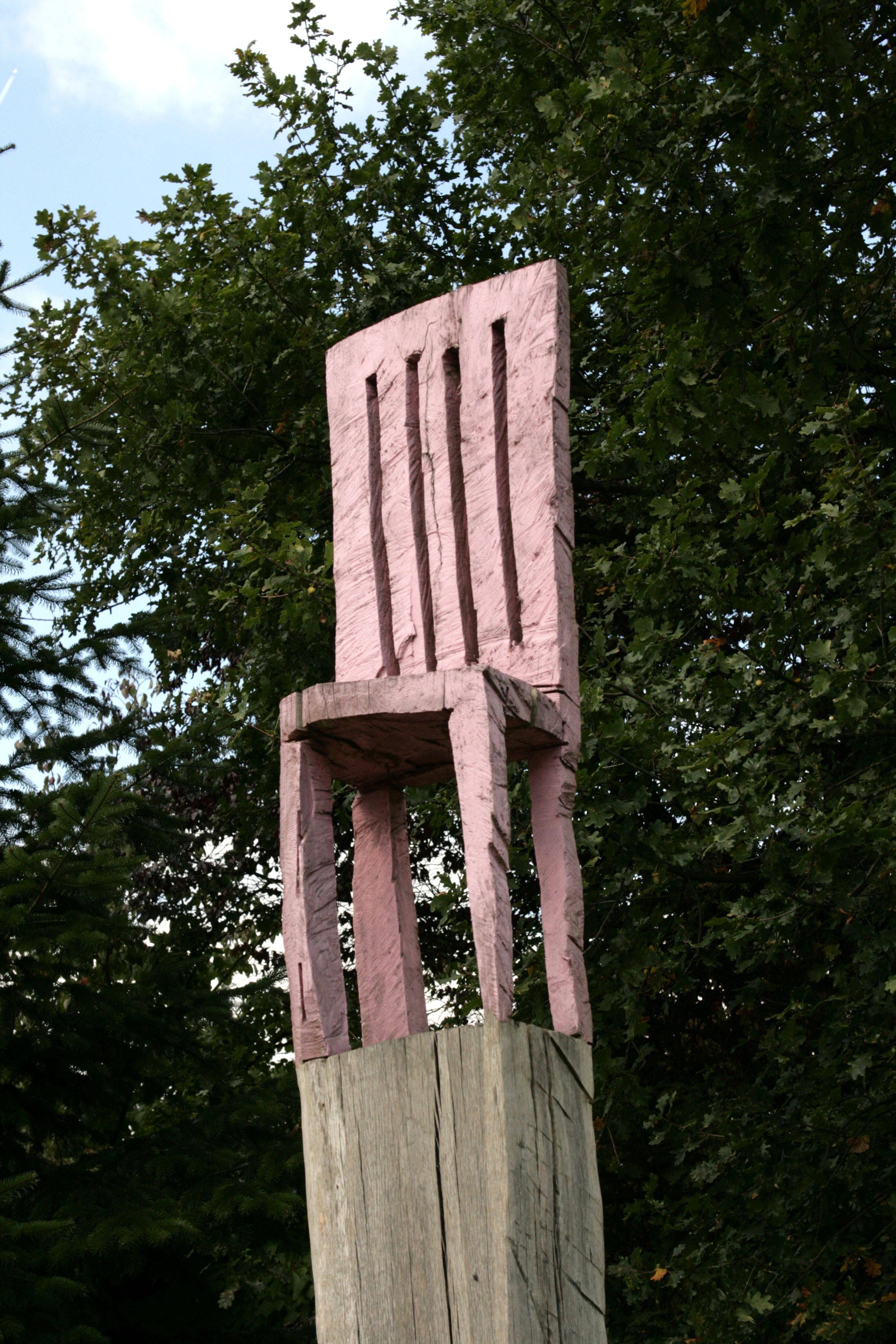
Georg Janthur: Leerstühle, Gevelsberg, 2004

- Skulpturenpark Burg Namedy, Andernach
- Stadt Gevelsberg
- Stadt Kenzingen